# Episodi de I mostri vent'anni dopo (seconda stagione)
La seconda stagione della serie televisiva I mostri vent'anni dopo è stata trasmessa in anteprima negli Stati Uniti d'America in syndication tra il 7 ottobre 1989 e il 9 giugno 1990.
| nº | Titolo originale                              | Titolo italiano | Prima TV USA     | Prima TV Italia |
| -- | --------------------------------------------- | --------------- | ---------------- | --------------- |
| 1  | Threehundredsomething                         |                 | 7 ottobre 1989   |                 |
| 2  | There's No Place Like Home                    |                 | 14 ottobre 1989  |                 |
| 3  | Raging Hormones                               |                 | 21 ottobre 1989  |                 |
| 4  | Murder in Munsterland                         |                 | 28 ottobre 1989  |                 |
| 5  | The Trial                                     |                 | 4 novembre 1989  |                 |
| 6  | It's a Wonderful Afterlife                    |                 | 11 novembre 1989 |                 |
| 7  | The Eyes Have It                              |                 | 18 novembre 1989 |                 |
| 8  | It's a Sad, Sad World                         |                 | 25 novembre 1989 |                 |
| 9  | The Melting Pot                               |                 | 2 dicembre 1989  |                 |
| 10 | Once in a Blue Moon                           |                 | 9 dicembre 1989  |                 |
| 11 | Drac the Ripper                               |                 | 16 dicembre 1989 |                 |
| 12 | Gateman and Son                               |                 | 27 gennaio 1990  |                 |
| 13 | Reunion                                       |                 | 3 febbraio 1990  |                 |
| 14 | Pants on Fire                                 |                 | 10 febbraio 1990 |                 |
| 15 | Munstergeist                                  |                 | 17 febbraio 1990 |                 |
| 16 | Never Say Die                                 |                 | 24 febbraio 1990 |                 |
| 17 | It's a Baby                                   |                 | 3 marzo 1990     |                 |
| 18 | Tell 'Em Herman Sent You                      |                 | 28 aprile 1990   |                 |
| 19 | Thicker Than Water                            |                 | 5 maggio 1990    |                 |
| 20 | Misadventures in Time                         |                 | 12 maggio 1990   |                 |
| 21 | Will the Real Herman Munster Please Stand Up? |                 | 19 maggio 1990   |                 |
| 22 | Deadlock                                      |                 | 26 maggio 1990   |                 |
| 23 | Take This Job and Shovel It                   |                 | 2 giugno 1990    |                 |
| 24 | That's Gratitude                              |                 | 9 giugno 1990    |                 |